# Англо-французька угода про розподіл сфер впливу
А́нгло-францу́зька уго́да про розпо́діл сфе́р впли́ву 23 гру́дня 1917 — таємний документ головних держав Антанти про розгортання й координацію акцій, спрямованих на протидію німцям і «відновлення порядку» в стратегічно важливих регіонах колишньої Російської імперії, де Париж і Лондон мали серйозні економічні й геополітичні інтереси.
Угоду прискорили Жовтневий переворот 1917 і радянсько-німецьке перемир'я 15 грудня 1917 року. З пропозицією «розмежування Півдня Росії на британську й французьку сфери впливу» виступив Париж. У день підписання угоди 23 грудня в Парижі відбулися переговори на високому рівні. Господарів представляли:
- прем'єр-міністр Французької республіки Ж. Клемансо;
- міністр закордонних справ С. Ж. М. Пішон;
- начальник генштабу Ф. Фош.

гостей:
- військовий міністр Мілнер;
- міністр блокади й друга особа МЗС Р. Сесіль;
- начальник військової розвідки Макдоно.

Посилаючись на велику французьку військову місію (300 офіцерів) у Яссах і фінансові можливості, Клемансо домагався включення УНР й «прилеглих районів» у французьку зону впливу. Він вважав, що:
- «Україна є потенційним притулком румунського уряду та його армії»;
- тут зосереджено величезні запаси продовольства, які не повинні дістатися німцям.

Угода відображала показові зміни політики Антанти в «російському питанні». Лондон і Париж наприкінці 1917 — початку 1918 року понад усе прагнули не допустити виходу Росії з війни, а тому, обговорюючи власні дії з реалізації угоди і відзначаючи слабкість уряду Радянської Росії — Раднаркому та уряду Української Народної Республіки, вони, однак, домовилися підтримувати з останніми неофіційні стосунки, сподіваючись використати їх для утримання найважливіших флангів Східного фронту.
Текст угоди був досить загальним. Він передбачав розподіл «зон операцій» (стаття 1) і «сфер впливу» (стаття 3). Франції відводилися Молдовська Демократична Республіка, УНР, Крим; Великій Британії — «козачі й кавказькі території», Демократична Республіка Вірменія, Грузинська Демократична Республіка, Курдистан.
За статтею 2 Франція виділяла 100 мільйонів франків кредиту для Добровольчої армії генерала М. Алексєєва, діючи на Дону разом з Великою Британією. Створювався центр міжсоюзницький орган для фінансування сил, що підтримували Антанту.